# Гавар (місто)
Гава́р або Ґава́р (вірм. Գավառ [gavař]) — місто у Вірменії, адміністративний центр та найбільше місто марзу (області) Гегаркунік. Розташований на річці Гаварагет за 8 км від її впадіння в озеро Севан та за 98 км на північний схід від Єревана.

## Історія
У межах міста Гавара збереглися залишки циклопічної фортеці, присвяченій богу Халді часів Араратського царства (Урарту). На місці Гавара здавна існувало село Кавар, зруйноване в 1736 р. Надір-шахом. після турецької війни 1828—29 рр. сюди переселилися вірмени з міста Баязета в історичній Західній Вірменії. У 1850 р. при утворенні Ериванської губернії село Кавар було зведено на ступінь повітового міста і перейменовано в Ново-Баязет. У центрі міста можна оглянути хрестовокупольну церкву Сурб Аствацацін, побудовану з чисто тесаних кам'яних блоків у 1848 р. У місті збереглося давнє кладовище, поховання якого відносяться до IX—XIV ст. Посеред цвинтаря височіє церква X ст. Сурб Карапет. На виїзді з міста в бік Арцвакара збереглася невелика церква IX ст. Сурб Ованнес.
У 1936 році став називатися Нор-Баязет. У 1959 перейменований в Камо на ім'я революціонера С. А. Тер-Петросяна (партійний псевдонім Камо). У 1996 отримав сучасну назву.

## Економіка
У радянські часи тут працювали: кабельний, приладобудівний, авторемонтний, сироробний, рибоводні заводи, завод мінеральних вод «Севан», трикотажна, швейна, меблева, ковроткацька і взуттєва фабрики, драматичний театр.